# صخره برایتون (فیلم ۱۹۴۷)
صخره برایتون (انگلیسی: Brighton Rock) فیلمی در ژانر درام، جنایی و نوآر به کارگردانی برادران بولتینگ است که در سال ۱۹۴۷ منتشر شد. از بازیگران آن می‌توان به ریچارد اتنبرا، هرمیون بادلی و ویلیام هارتنل اشاره کرد. این اثر، اقتباسی است از رمانی به همین نام اثر گراهام گرین.